# Обен (Аквитания)
Обе́н (фр. Aubin) — коммуна во Франции, находится в регионе Аквитания. Департамент — Атлантические Пиренеи. Входит в состав кантона Тер-де-Люи и Кото-дю-Вик-Бий. Округ коммуны — По.
Код INSEE коммуны — 64073.

## География

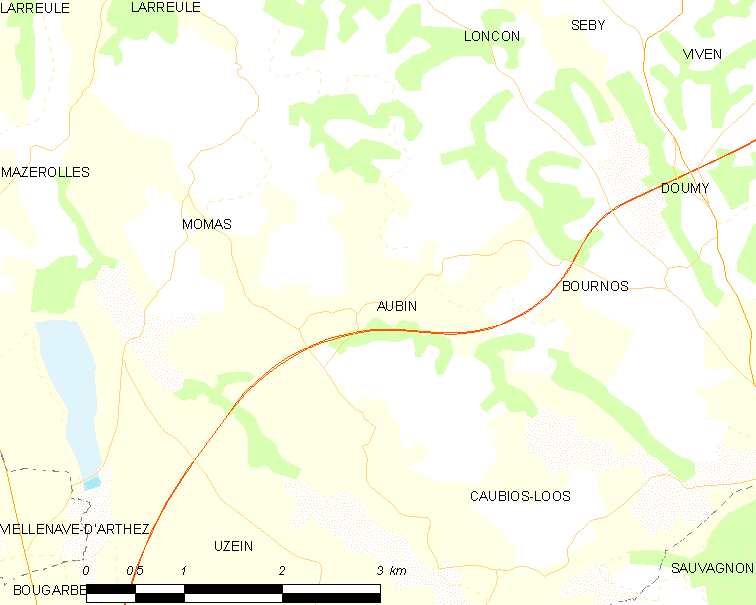
Карта коммуны

Коммуна расположена приблизительно в 640 км к югу от Парижа, в 160 км южнее Бордо, в 16 км к северу от По.

### Климат
Климат тёплый океанический. Зима мягкая, средняя температура января — от +5°С до +13°С, температуры ниже −10 °C бывают редко. Снег выпадает около 15 дней в году с ноября по апрель. Максимальная температура летом порядка 20-30 °C, выше 35 °C бывает очень редко. Количество осадков высокое, порядка 1100 мм в год. Характерна безветренная погода, сильные ветры очень редки.

## Население
Население коммуны на 2010 год составляло 261 человек.
| 1962 | 1968 | 1975 | 1982 | 1990 | 1999 | 2010 |
| ---- | ---- | ---- | ---- | ---- | ---- | ---- |
| 115  | 113  | 110  | 159  | 199  | 183  | 261  |

## Администрация
| Период | Период | Фамилия            | Партия | Примечания |
| ------ | ------ | ------------------ | ------ | ---------- |
| 2001   | 2020   | Жан-Луи Кастетбьей |        |            |

## Экономика
В 2010 году среди 179 человек трудоспособного возраста (15-64 лет) 120 были экономически активными, 59 — неактивными (показатель активности — 67,0 %, в 1999 году было 69,9 %). Из 120 активных жителей работали 116 человек (58 мужчин и 58 женщин), безработных было 4 (2 мужчин и 2 женщины). Среди 59 неактивных 24 человека были учениками или студентами, 22 — пенсионерами, 13 были неактивными по другим причинам.

## Достопримечательности
- Церковь Св. Германа Осерского (XII век)[4]